# Vianden
Vianden este un oraș în Luxemburg.